# Bankdrukken op de Paralympische Zomerspelen 1984
De VIIe Paralympische Spelen werden in 1984 gehouden in Stoke Mandeville (Verenigd Koninkrijk) en New York, Verenigde Staten.
De Paralympics van 1984 werden in twee verschillende landen georganiseerd. Dit was vooral te wijten aan de Amerikaanse Gehandicaptensport Organisaties. Met name de Amerikaanse Wheelchairsport Association wilde dermate veel invloed en atleten op de Spelen, dat dat voor de andere Organisaties (Blinden, Spastici en Amputees) niet accepteerbaar was. Deze drie organisaties besloten om de Paralympics in New York USA te houden van 16 juni tot 30 juni 1984, zonder de rolstoelers. Deze kregen hun eigen spelen in Stoke Mandeville, Verenigd Koninkrijk van 23 juli tot 1 augustus 1984.
Bankdrukken stond voor het eerst op het programma en was daarmee een van de 18 sporten die tijdens deze spelen werden beoefend. Voor België en Nederland waren er geen deelnemers bij deze sport

## Evenementen
Er stonden zeven evenementen op het programma, 
- tot 52 kg
- tot 60 kg
- tot 67.5 kg
- tot 75 kg
- tot 82.5 kg
- tot 90 kg
- over 90 kg

## Mannen
| Klasse      | gewicht | land | Goud            | land | Zilver            | land | Brons         |
| ----------- | ------- | ---- | --------------- | ---- | ----------------- | ---- | ------------- |
| tot 52 kg   | 90      | USA  | Alfred Dore     | GBR  | Anthony Griffin   |      |               |
| tot 60 kg   | 137.5   | USA  | Dean Houle      | FRA  | Patrick Fornet    | FRA  | Didier Menage |
| tot 67.5 kg | 140     | FRA  | Michel Abalain  |      |                   |      |               |
| tot 75 kg   | 152.5   | SWE  | Jonas Oman      | USA  | Juan Dixon        | GBR  | Keith Bell    |
| tot 82.5 kg | 175     | SWE  | Roland Isaksson | CAN  | Al Slater         | USA  | TomBecke      |
| tot 90 kg   | 160     | FRA  | Daniel Hardy    | CAN  | Gino Vendetti     |      |               |
| over 90 kg  | 215     | USA  | Charles Reid    | AUT  | Manfred Atteneder |      |               |

Atletiek · Bankdrukken · Basketbal · Boogschieten · Boccia · CP-voetbal · Gewichtheffen · Goalball · Koersbal · Paardensport · Schermen · Schietsport · Snooker · Tafeltennis · Volleybal · Worstelen · Wielersport · Zwemmen
New York & Stoke Mandeville 1984 ·
Seoel 1988 ·
Barcelona 1992 ·
Atlanta 1996 ·
Sydney 2000 ·
Athene 2004 ·
Peking 2008 ·
Londen 2012 ·
Rio de Janeiro 2016 ·
Tokio 2020 ·
Parijs 2024 ·
Los Angeles 2028